# Porsche 924
El Porsche 924 va aparèixer al mercat el 1976 i fins a l'any 1988 se'n van fabricar 150.684 unitats en totes les seves versions. Es tracta d'un vehicle amb carrosseria d'estil esportiu, molt aerodinàmica, mecànicament robust i relativament econòmic, ja que muntava una gran part de components de gran sèrie de VW. Sense disposar de grans prestacions (motors de 2 i 2,5 litres de cilindrada, entre 125 i 177 cv), sempre va ser un vehicle molt apreciat pel mercat i molt poc pels puristes de Porsche. El 1976 va substituir al Porsche 914, però al final de la seva vida, no va ser substitut per cap altre model.

## Precursors
Després de l'èxit comercial del VW-Porsche 914, del qual se'n van fabricar més de cent mil amb els seus sis anys de vida, la marca VW es va començar a plantejar-ne un substitut. VW Va encarregar a l'enginyeria de Porsche el disseny d'un coupé esportiu, modern, amb 4 seients i que utilitzés el màxim nombre de components existents dels vehicles d'Audi-VW.
Quan el projecte va estar acabat i en plena crisi del petroli del 1975 VW va decidir de no fabricar el cotxe, atès que no encaixava en les seu posicionament comercial.
Doncs Porsche va demanar a VW de fabricar-lo ells mateixos i VW hi va accedir, sense haver de satisfer cap cost de desenvolupament.
El projecte del 924 es va iniciar quan els primers plànols i estudis del 928 ja s'havien dibuixat, perquè aquests es van fer anar com a base pel desenvolupament del 924. La semblança entre aquests dos vehicles en la configuració mecànica, la disposició interior i fins i tot en l'aerodinàmica no és doncs casual. Aquí cal afegir que elements com les tanques de les portes, calefactor, columna de direcció, aixeca-vidres suspensions, frens i caixa de canvi eren de VW i ja estaven assajats, perquè finalment el 924 va estar acabat per començar la sèrie en un temps rècord d'aleshores i fins i tot es va començar la seva comercialització un any abans que el 928, quan s'havia començat a projectar dos anys més tard.

## Canvis, versions i motors
- 924 : motor de 2.0 Litres de 125 CV (100 CV les versions catalitzades) del 1976 al 1985.
- 924 turbo (projecte 931): motor de 2.0 Litres turbo 170 cv (del 1979 al 1980) (150 a les versions catalitzades) i amb 177 CV del 1981 fins al 1984.
- 924 S motor 2.5 litres de 150 CV (de 1986 al 1988) (Motor del Porsche 944, rebaixat de potència)
- 924 carrera GT (projecte 937)motor 2.0 litres turbo de 210 CV el 1981
- 924 carrera GTS motor 2.0 litres turbo de 245 CV (sèrie limitada a 50 unitats) el 1981 més 17 vehicles fabricats del “924 carrera GTP/GTR” (projecte 939) exclusivament per competició.

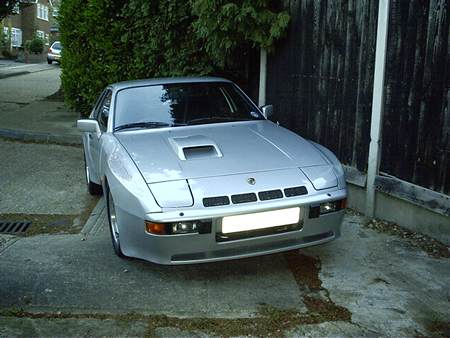
937front

## Mecànica
EL motor de 4 cilindres i 2 litres de cilindrada amb injecció mecànica Bosch K-Jetronic rendia 125 cv a 5600 rpm. Amb dues vàlvules per cilinre i un arbre de lleves en culata mogut per corretja. Efectivament el bloc motor era d'Audi, però el sistema d'alimentació i culata era específica de Porsche.
La injecció mecànica K-Jetronic de Bosch injecta benzina al col·lector d'admissió de forma constant, encara que la vàlvula d'admissió estigui tancada, doncs la K és la inicial de l'alemany Kontinurlich (= continu). Aquest sistema mecànic presenta grans dificultats a l'hora de l'engegada en fred i en calent, perquè disposa de complexos i cars sistemes de compensació que funcionen per a aquests tipus de transitoris.
El motor turbo partia de la mateixa base que l'atmosfèric, amb l'única diferència que afegia el turbocompresor, inicialment sense refrigeració dels gasos d'admissió. En les versions GTR el turbocompressor era d'una mida major.
La caixa de canvis, inicialment de 4 marxes era d'Audi, així com el diferencial. Ambdós anaven muntats a l'eix de darrere, en el que s'anomena configuració transaxle. Originalment no s'oferia autoblocant. A partir de 1978 es va afegir una cinquena marxa a la mateixa caixa de canvis i a partir del 1980 es va introduir una caixa de canvis de cinc marxes totalment nova, que penjava per darrere de l'eix, amb els sincronitzats típics de Porsche, que suposa un salt qualitatiu en suavitat de funcionament i durabilitat, que seria la que va muntar el Porsche 944 des dels seus inicis.

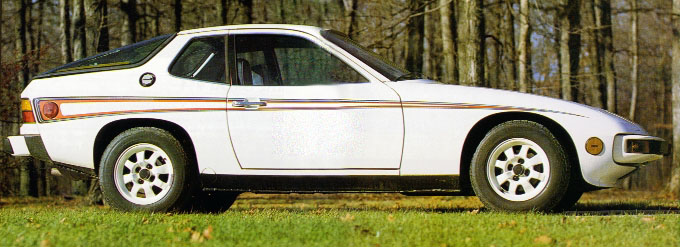
Martiniporsche

## Xifres de producció
| Any       | 1976   | 1977   | 1978   | 1979   | 1980   | 1981   | 1982                   | 1983                   | 1984  | 1985  | 1986  | 1987  | 1988 |
| --------- | ------ | ------ | ------ | ------ | ------ | ------ | ---------------------- | ---------------------- | ----- | ----- | ----- | ----- | ---- |
| 924       | 19.168 | 21.956 | 22.068 | 15.690 | 11.908 | 14.183 | 5.955                  | 5.887                  | 3.170 | 2.319 |       |       |      |
| 924 Turbo |        |        | 86     | 5.023  | 3.044  | 3.578  | 444 (només per Itàlia) | 210 (només per Itàlia) |       |       |       |       |      |
| 924 S     |        |        |        |        |        |        |                        |                        |       | 1.689 | 6.844 | 6.868 | 881  |

Font: Werner Oswald, Deutsche Autos 1945–1990. Motorbuch Verlag, Stuttgart 2001.